# Заболотье (Кобринский район)
За́болотье (бел. Забалацце) — деревня в Кобринском районе Брестской области Белоруссии. Входит в состав Городецкого сельсовета.
По данным на 1 января 2016 года население составило 10 человек в 6 домохозяйствах.

## География
Деревня расположена в 31 км к юго-востоку от города Кобрин, 10 км к югу от станции Городец и в 75 км к востоку от Бреста.
На 2012 год площадь населённого пункта составила 0,34 км² (34 га).

## История
Населённый пункт известен с 1890 года как посёлок в составе села Челищевичи. В разное время население составляло:
- 1999 год: 15 хозяйств, 22 человека;
- 2009 год: 8 человек;
- 2016 год[2]: 6 хозяйств, 10 человек;
- 2019 год[1]: 3 человека.